# Мальпартіда-де-ла-Серена
Мальпартіда-де-ла-Серена (ісп. Malpartida de la Serena) — муніципалітет в Іспанії, у складі автономної спільноти Естремадура, у провінції Бадахос. Населення — 662 особи (2010).
Муніципалітет розташований на відстані близько 260 км на південний захід від Мадрида, 120 км на схід від Бадахоса.

## Демографія
Динаміка населення (INE ):